# Walter Hackman
Walter Leopold Victor Hackman, född 7 oktober 1916 i Helsingfors, död där 8 mars 2001, var en finländsk zoolog. 
Hackman, som var son till professor Victor Hackman och Tyra Holm, blev student 1934, filosofie kandidat 1940, filosofie licentiat 1948 och filosofie doktor 1949. Han innehade e.o. befattning vid Helsingfors universitets zoologiska museum 1945–1954, blev docent i zoologi 1950, var tillförordnad intendent vid museets entomologiska avdelning 1954–1955 och kustos för nämnda avdelning från 1957. Han var även timlärare i Svenska flickskolan 1946–1955. 
Hackman var huvudredaktör vid tidskriften Notulae Entomologicae 1948–1961 och sekreterare i Entomologiska föreningen 1955. Han författade talrika vetenskapliga arbeten behandlande insekter och spindlar. Han var ledamot av Executive Council i The Lepidopterists' Society i USA 1953–1954, invaldes som ledamot av Finska Vetenskaps-Societeten 1955 och tilldelades professors titel 1976.